# Дубинка 1
Дубинка 1 (бел. Дубінка 1) — деревня в составе Подгорьевского сельсовета Могилёвского района Могилёвской области Белоруссии.

## Население
- 1999 год — 69 человек
- 2010 год — 31 человек